# ヘフェール・パティーノ
ヘフェール・パティーノ（Jeffer Patino、1988年10月8日 - ）は、パナマ・チリキ出身のプロ野球選手（二塁手）。右投右打。

## 経歴
2012年11月に、母国パナマで行われた第3回WBC予選のパナマ代表に選出された。

## 詳細情報

### 代表歴
- 2013 ワールド・ベースボール・クラシック・パナマ代表